# Puerto Lobos
Puerto Lobos est une localité balnéaire d'Argentine, située en Patagonie, dans la province de Chubut (département de Biedma). Elle est située sur l'Océan Atlantique, à la frontière avec la province de Río Negro.